# Eddy Antoine
Eddy Antoine (25 de outubro de 1949) é um ex-futebolista profissional haitiano que atuava como meio-campista.

## Carreira
Eddy Antoine fez parte do elenco histórico da Seleção Haitiana de Futebol, na Copa do Mundo de 1974, ele teve três presenças.

## Ligações Externas
- Perfil em Fifa.com (em inglês)